# 拉德姆湖
62°30′21″N 34°42′8″E / 62.50583°N 34.70222°E
拉德姆湖（俄语：Ладмозеро），是俄羅斯的湖泊，位於該國西北部，由卡累利阿共和國負責管轄，面積24平方公里，海拔高度48米，湖岸線長度60公里，集水區面積100平方公里，平均水深18.5米，最大水深36.5米。